# Shadow of the Tomb Raider
Shadow of the Tomb Raider ist ein Action-Adventure-Videospiel. Es ist der zwölfte Titel in der Tomb-Raider-Serie und darin der erste Teil, der von Eidos Montreal entwickelt wurde. Das Spiel erschien am 14. September 2018 für PlayStation 4, Xbox One und Microsoft Windows. Portierungen für macOS und Linux wurden zusammen mit der „Definitive Edition“ des Spiels am 5. November 2019 veröffentlicht.

## Handlung
Nachdem der britischen Archäologin Lara Croft während der Ereignisse in Rise of the Tomb Raider die Existenz und Gefährlichkeit des jahrhundertealten Ordens von Trinity bewusst geworden war und sie zudem erfuhr, dass Trinity für den Tod ihres Vaters verantwortlich ist, brachte sie zusammen mit ihrem besten Freund Jonah bereits einige Zellen dieser geheimnisvollen, nach uralten Objekten großer Macht suchenden Organisation zur Strecke. Auf der mexikanischen Insel Cozumel begegnet sie schließlich während der Feierlichkeiten zum Tag der Toten dem Oberhaupt des Hohen Rates von Trinity, Dr. Dominguez, der persönlich die Ausgrabungsstätte eines alten Maya-Tempels der Göttin Chak Chel aufsucht, da Trinity dort einen Tempeleingang freigelegt hat und die Messwerte auf einen außerordentlichen Fund hindeuten. Bei dem Versuch, ein mächtiges Artefakt, den Schlüssel von Chak Chel (in Form eines Dolches), vor dem Geheimbund in Sicherheit zu bringen, entfernt Lara diesen aus dem Tempel und leitet damit versehentlich die Säuberung ein, die mit einer Reihe von Naturkatastrophen beginnt und schließlich mit dem Erlöschen der Sonne endet. Die erste Katastrophe, ein gewaltiger Tsunami, sucht daraufhin die nahegelegene Stadt heim und Dr. Dominguez entkommt mit dem Dolch. Um die Maya-Apokalypse noch abzuwenden, machen sich Lara und Jonah auf die Suche nach der Verborgenen Stadt Paititi, in der sie die Silberne Schatulle von Ix Chel vermuten. Diese soll die Macht des Gottes Kukulkan enthalten, welche durch den Schlüssel von Chak Chel freigesetzt werden und die Sonne erneuern kann. Doch auch Dr. Dominguez sucht nach der Schatulle und strebt danach, mit ihrer Hilfe nicht nur die Sonne, sondern auch die Welt nach seinen eigenen Vorstellungen neu zu erschaffen.
Lara und Jonah fliegen mit ihrem Piloten Miguel auf der Suche nach Spuren der Verborgenen Stadt über dem Amazonasgebiet in Peru, als die zweite Katastrophe, ein massiver Sturm, das Flugzeug auseinanderreißt und die drei getrennt voneinander im peruanischen Dschungel abstürzen lässt. Lara muss sich gegen Jaguare zur Wehr setzen, denen Miguel zum Opfer gefallen ist, findet Jonah wieder und erreicht mit ihm die kleine Ortschaft Kuwak Yaku. Dort freunden sie sich mit der Mechanikerin Abby an und Lara findet in einem nahegelegenen Tempel eine Wandmalerei, die den Weg nach Paititi beschreibt. Als Lara die Verborgene Stadt erreicht, muss sie feststellen, dass diese noch immer bewohnt ist. Die Rebellen der rechtmäßigen Königin Unuratu befinden sich dort im Konflikt mit dem Kult von Kukulkan, welcher über die Stadt herrscht. Es stellt sich heraus, dass der Kult der hiesige Ableger des Ordens von Trinity ist, welcher die Stadt im 17. Jahrhundert unterwandert hat. Dr. Dominguez ist bereits mit dem Schlüssel von Chak Chel vor Lara und Jonah in Paititi eingetroffen und hat seinen Platz als Hohepriester des Kults von Kukulkan und Herrscher über Paititi wieder eingenommen. Er ist ein gebürtiger Paititianer namens Amaru und der Bruder von Unuratus verstorbenem Mann, König Sayri, wurde aber seit früher Kindheit vom italienischen Kardinal Gualtiero de Luca Dominguez außerhalb von Paititi aufgezogen, um nach dessen Tod neues Oberhaupt des Hohen Rates von Trinity zu werden. Seine Verbindung zu seinem Volk ist aber immer noch so stark, dass er die Welt in erster Linie aus dem Grund neu erschaffen will, Paititi vor den Bedrohungen der Außenwelt zu schützen.
Der Kult von Kukulkan nimmt nun Unuratus jugendlichen Sohn Etzli fest. Bei dessen Befreiung aus einem Bergtempel wird stattdessen Unuratu gefangen genommen und ins Gefängnis geworfen. In einem unterirdischen Höhlensystem findet Lara derweil den Aufbewahrungsort der Silbernen Schatulle von Ix Chel, welcher von einer großen Anzahl Yaaxil bewacht wird, uralten Maya-Schutzgöttinnen, deren Verstand im Laufe der Zeit degeneriert ist und welche Lara immer wieder attackieren. Es stellt sich allerdings heraus, dass die Schatulle bereits vor Jahrhunderten von einem Mitglied Trinitys, dem Jesuiten Andres Lopez, geraubt wurde, der sie aber Trinity vorenthielt und an einem unbekannten Ort versteckt hat. Lara befreit nun Unuratu aus dem Gefängnis und findet im Grab des letzten Kaisers von Paititi, der mit Lopez gemeinsame Sache gemacht hat, einen Hinweis auf das Versteck der Schatulle. Kurz darauf wird Unuratu jedoch nach einem Gefecht gegen Krieger des Kults von Commander Rourke, dem Anführer der Streitkräfte und zweitranghöchsten Mitglied im Orden von Trinity, erschossen. Nach Unuratus Tod ist nun Etzli der rechtmäßige König von Paititi.
Lara und Jonah entkommen mit einem Kanu aus Paititi, werden aber von einem Trinity-Hubschrauber beschossen und voneinander getrennt. Lara kämpft sich nun bei Nacht durch die Truppen von Trinity, welche im Dschungel nach der Schatulle suchen, als die dritte Katastrophe, ein Erdbeben, zuschlägt und heftige Explosionen an einer Ölraffinerie verursacht. Dort angekommen überlebt Lara einen Hinterhalt Trinitys, trifft wieder mit Jonah zusammen und versteht endlich den Hinweis aus dem Grab des Kaisers. Die beiden machen sich nun auf den Weg zu einer nahegelegenen christlichen Glaubensstätte: Der Mission von St. Juan, die von Lopez gegründet wurde. Dort finden sie die Silberne Schatulle von Ix Chel in dessen geheimen Grab unter der Missionskirche. Lara nimmt sie an sich, stößt kurz darauf jedoch auf Dr. Dominguez und Rourke, die den beiden gefolgt sind. Nun eröffnet Dr. Dominguez Lara, dass er die Tötung ihres Vaters angeordnet hat, da dieser die Existenz Paititis an die Öffentlichkeit bringen wollte. Anschließend entkommen Dominguez und Rourke mit der Schatulle in einem Hubschrauber, während sich Lara zu Fuß vor der vierten und letzten Katastrophe, einem Vulkanausbruch, in Sicherheit bringen muss. Lara und Jonah kehren daraufhin nach Paititi zurück.
Da der Tod der Sonne unmittelbar bevorsteht, macht sich nun die gesammelte Streitmacht des Ordens von Trinity und des Kults von Kukulkan auf den Weg in die Stadt der Schlange, in der das Ritual zur Erneuerung der Sonne bzw. zur Neuerschaffung der Welt durchgeführt werden muss. Die Stadt wird allerdings von den Yaaxil heftig verteidigt. Deren Anführerin, genannt das Purpurfeuer, die im Ritual zur Erneuerung der Sonne die Göttin Chak Chel repräsentiert, betet bereits inbrünstig für die Ankunft ihres Gegenstücks, die Göttin Ix Chel. Als Lara eintrifft, gibt sie vor, Ix Chel zu sein, woraufhin die Yaaxil gemeinsam mit ihr in die Schlacht ziehen und den größten Teil von Trinitys Truppen vor dem Tor zum Tempel von Kukulkan abschlachten. Dr. Dominguez, der entschlossen ist die Welt zum Schutze Paititis neu zu erschaffen, gelingt es jedoch zu entkommen und den Tempel zu betreten, während Commander Rourke, der persönlich das Geschütz von MTW Paladin 1 bedient, mit den restlichen Hubschraubern und Trinity-Soldaten versucht, die Yaaxil vom Tempel fernzuhalten. Hier klärt Rourke Lara auch über Funk darüber auf, dass der Orden von Trinity im Gegensatz zu seinem Oberhaupt Dominguez nicht an Paititi interessiert ist, sondern die Neuerschaffung der Welt durch diesen auch mit der Weltherrschaft Trinitys einhergehen würde. Die verbliebenen Truppen und der Hohe Rat von Trinity werden aber schlussendlich von den Yaaxil überrannt und Commander Rourke vom Purpurfeuer getötet. Nur Dr. Dominguez und seine Krieger vom Kult von Kukulkan sind nun noch übrig. Dominguez steckt den Schlüssel von Chak Chel auf der Spitze des Tempels von Kukulkan in die Silberne Schatulle von Ix Chel, woraufhin diese ihm die Macht Kukulkans verleiht. Lara gelingt es jedoch, Dominguez den Schlüssel von Chak Chel abzunehmen und ihn mit dessen Hilfe im Kampf zu töten, woraufhin die Macht von Kukulkan auf sie übergeht. Anschließend widersteht sie den Verführungen der Schatulle, die sie ebenfalls zur Neuerschaffung der Welt nach ihren eigenen Wünschen verleiten will und ist bereit, sich stattdessen von der Yaaxil-Anführerin auf einem Altar opfern zu lassen, um die bisherige Welt zu bewahren. Entgegen ihrer Erwartung wird dabei jedoch nur die Macht Kukulkans, aber nicht deren Träger geopfert, wodurch die Sonne wiederhergestellt und die Welt gerettet wird.

## Spielprinzip
Shadow of the Tomb Raider kombiniert Action-Adventure-, Jump-’n’-Run-, Erforschungs- und Überlebenselemente. Neben der eigentlichen Haupthandlung gibt es wieder geheime Gräber zu erkunden. Diese beinhalten meistens mehrstufige Rätsel und werden mit neuen Fähigkeiten für Lara belohnt. Zudem enthält das Spiel mehrere Nebenmissionen, welche von Verbündeten erteilt werden.
Das Spieldesign ist im Stile von Metroidvania gehalten. Erst wenn man bestimmte Ausrüstungsgegenstände eingesammelt hat, kann man in zuvor versperrte Gebiete gelangen.
Neu ist ein variabler Schwierigkeitsgrad, den man für die Elemente Kampf, Rätsel und Gelände individuell einstellen kann.

## Entwicklung
Entwickelt wurde das Spiel von Eidos Montreal. Dies ist das erste Spiel dieser Reihe von diesem Entwickler, nachdem die letzten fünf Spiele von Crystal Dynamics entwickelt wurden. Die beiden Studios haben aber schon für die gesamte Reboot-Reihe (Tomb Raider [2013], Rise of the Tomb Raider [2015]) eng zusammengearbeitet und das Entwickler-Kernteam von Crystal Dynamics war auch an Shadow of the Tomb Raider beteiligt.
Maria Koschny ist die deutsche Synchronstimme von Lara Croft.

## Rezensionen
Shadow of the Tomb Raider erhielt laut dem Videospiel-Review-Aggregator Metacritic „allgemein positive“ Kritiken.
Brett Makedonski von Destructoid verglich die Themen des Spiels mit denen von Uncharted und Indiana Jones and the Temple of Doom, lobte die Grafik, das Jump ’n’ Run und die herausfordernden Gräber, kritisierte aber das Fehlen von Kampfabschnitten aus den Vorgängerspielen und die Erzählung der Geschichte. Electronic Gaming Monthly gab eine positive Bewertung ab und sagte, dass sich das Spiel durch den verfeinerten Zustand seiner Mechanik und seines Designs von anderen ähnlichen Titeln abheben konnte. Rachel Weber von GamesRadar lobte das Spiel ebenfalls, nannte es „den stärksten Eintrag in der Reboot-Trilogie“ und sagte, dass Shadow of the Tomb Raider den Stärken des Charakters treu geblieben sei und lobte die Implementierung von Herausforderungsgräbern.
Eurogamer.de gibt dem Spiel das Prädikat „Empfehlenswert“, die beiden Vorgänger seien aber besser.
Bis Dezember 2021 wurden 8,9 Millionen Exemplare des Spiels verkauft.